# Платан Романтика
Платан Романтика — ботанічна пам'ятка природи місцевого значення, що розташована у смт Кореїз Ялтинської міськради АР Крим. Була створена відповідно до Постанови Кабінету міністрів України № 1196-6/13 від 27 лютого 2013 року.

## Загальні відомості
Площа 0,1 гектара. Розташована у смт Кореїз Ялтинської міськради.
Пам'ятка природи створена з метою охорони та збереження в природному стані цінного в науковому, естетичному відношенні дерева — платану гібридного віком понад 200 років.